# Lars Flüggen
Lars Flüggen (* 24. Mai 1990 in Berlin) ist ein ehemaliger deutscher Volleyball- und Beachvolleyballspieler. Er nahm an den Olympischen Spielen 2016 teil und wurde im gleichen Jahr deutscher Meister.

## Karriere
Flüggen begann 2003 mit dem Hallenvolleyball und spielte zuletzt bis 2012 als Außenangreifer beim Zweitligisten SV Lindow-Gransee.
2005 begann Flüggen mit dem Beachvolleyball. Zunächst nahm er mit wechselnden Partnern an Nachwuchsturnieren teil. Mit seinem langjährigen Partner Toni Hellmuth erreichte er bei mehreren deutschen Jugendmeisterschaften von der U17 bis zur U19 vordere Platzierungen. Bei der U20-Europameisterschaft 2008 in San Salvo wurden Flüggen/Hellmuth Neunte. Ein Jahr später erreichte Flüggen das gleiche Ergebnis mit Steffen Drößler in Kos. Bei der U21-Weltmeisterschaft in Blackpool kam Flüggen mit Stefan Köhler ebenfalls auf den neunten Rang. Die deutsche Meisterschaft 2010 beendeten Flüggen/Hellmuth auf dem 13. Platz. Anschließend wurden sie bei der nächsten U21-WM in Alanya wieder Neunte. Ab 2011 bildete Flüggen ein Duo mit Köhler. Auf der Smart Beach Tour gewannen Flüggen/Köhler das Turnier in Leipzig und erreichten in Köln das Endspiel. Anschließend wurden sie in Porto U23-Europameister. Bei der deutschen Meisterschaft 2011 wurden sie Fünfter. 2012 gewannen sie den Supercup in Münster und schafften einige weitere vordere Platzierungen bei der nationalen Tour. Beim Satellite-Turnier der CEV in Antalya spielte Flüggen 2013 erstmals mit Finn Dittelbach, mit dem er später das Finale des Supercups in Hamburgs erreichte. Bei der Universiade in Kasan belegte das Duo den neunten Rang.

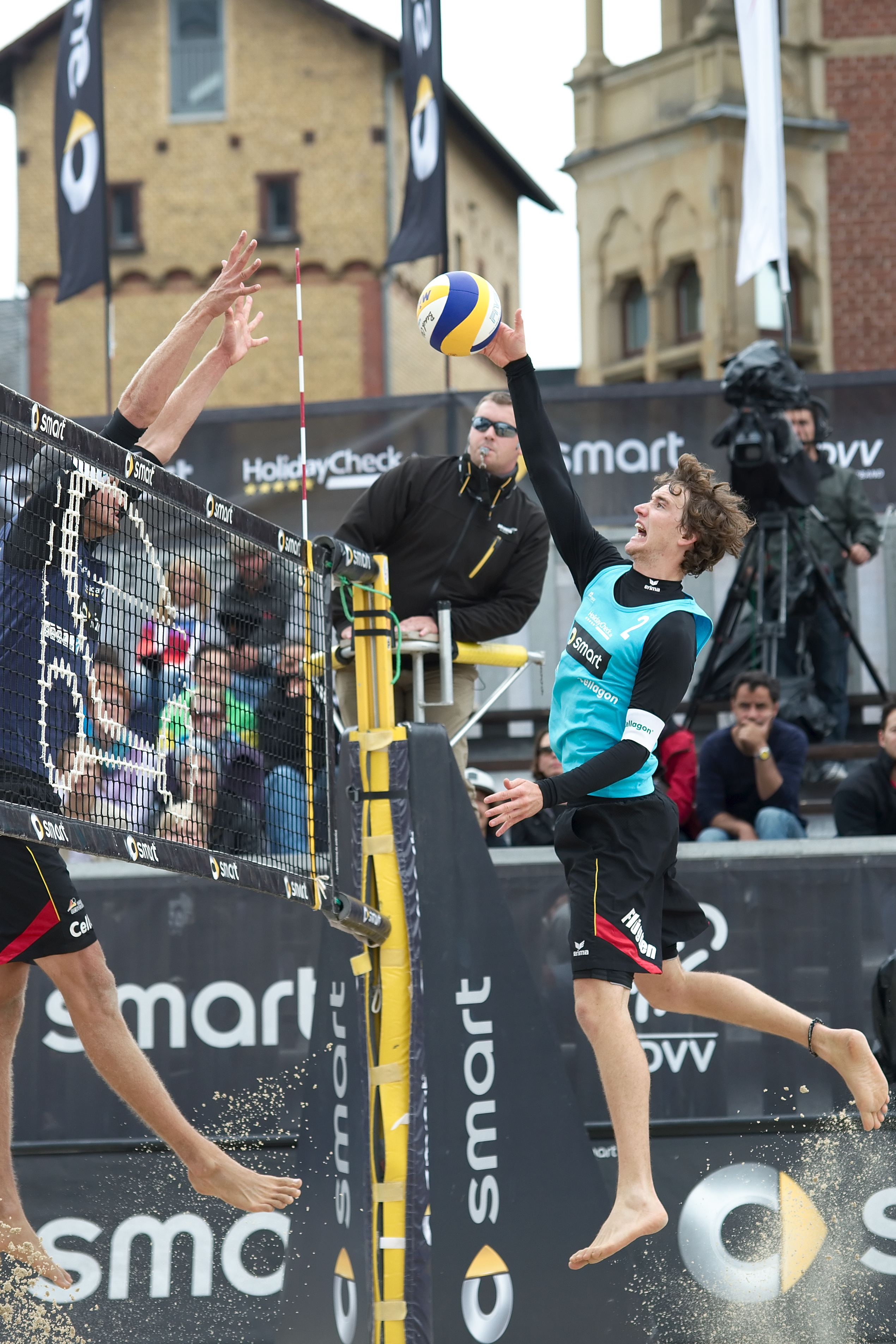
Bei der Smart Beach Tour 2011 in Köln gegen Armin Dollinger

Kurz zuvor hatte Flüggen bereits seinen ersten Auftritt mit Alexander Walkenhorst, als die beiden neuen Partner das Satellite-Turnier in Lausanne gewannen. Anschließend wurden sie beim CEV-Masters in Novi Sad und beim Open-Turnier der FIVB World Tour in Anapa jeweils erst im Finale geschlagen. Bei der EM in Klagenfurt gewannen sie ihre Vorrundengruppe und das Achtelfinale, bevor sie gegen die neuen Europameister Gavira/Herrera ausschieden und das Turnier auf dem fünften Rang beendeten. Ebenfalls Fünfter wurden sie beim Grand Slam in Moskau. Nach einer Finalniederlage gegen Markus Böckermann und Mischa Urbatzka wurden sie deutscher Vizemeister. Danach trennte sich das Duo.  Die letzten beiden Grand Slams des Jahres 2013 in São Paulo und Xiamen spielte Flüggen bereits mit seinem neuen Partner Sebastian Dollinger und erreichte dabei die Plätze neun und siebzehn. Die EM 2014 in Quartu Sant’Elena absolvierte er hingegen mit Sebastian Fuchs, wobei die vorübergehenden Partner bis ins Viertelfinale gegen die späteren Finalisten Samoilovs/Šmēdiņš kamen. Auf der World Tour kamen Flüggen/Dollinger zunächst nicht über 17. Plätze hinaus. Nach dem fünften Rang beim CEV-Masters in Biel/Bienne wurden sie Neunte beim Grand Slam in Stare Jabłonki. Bei der deutschen Meisterschaft kamen sie über die Verliererrunde ins Halbfinale und gewannen das Spiel um den dritten Platz gegen Armin Dollinger und Clemens Wickler.
Seit 2015 spielte Flüggen an der Seite von Markus Böckermann. Böckermann/Flüggen gewannen gleich das erste Turnier der World Tour 2015 in Fuzhou. Bei den folgenden Turnieren kamen sie zunächst nicht über den 17. Platz hinaus. Bei der EM in Klagenfurt erreichten sie als Gruppenzweiter die K.-o.-Phase und unterlagen dann im Achtelfinale dem spanischen Duo Herrera/Gavira. Im Anschluss belegten sie den fünften Platz beim Grand Slam in Long Beach. Beim Open-Turnier in Rio de Janeiro standen sie im Finale. Bei der deutschen Meisterschaft verpassten sie als Vierter eine weitere Medaille. International feierten sie nach dem zweiten Rang in Xiamen und dem vierten Platz in Puerto Vallarta bei den Katar Open ihren zweiten Turniersieg.
Bei der World Tour 2016 erreichten sie als Fünfter der Kisch und Vitória Open sowie Vierter der Doha Open weitere Top-Ten-Ergebnisse. In Antalya spielten sie ihr nächstes internationales Finale. Bei der EM in Biel/Bienne kamen sie als Gruppendritte bis ins Achtelfinale, das sie gegen die Niederländer Brouwer/Meeuwsen verloren. Beim Hamburg Major belegten sie den fünften Platz und sicherten sich damit die Qualifikation für die Olympischen Spiele in Rio de Janeiro, bei denen sie nach drei Niederlagen bereits in der Vorrunde ausschieden. Anschließend wurde Flüggen zum Beachvolleyballer des Jahres gewählt. Bei der deutschen Meisterschaft setzten sich Böckermann/Flüggen im Endspiel gegen Erdmann/Kaczmarek durch und gewannen den Titel. Flüggen wurde damit zum ersten Mal deutscher Meister. Im Juli 2017 gewannen Böckermann/Flüggen das 4-Sterne-Turnier in Olsztyn. Bei der Weltmeisterschaft in Wien erreichten sie als Gruppendritter die Lucky-Loser-Runde, in der sie gegen die Italiener Ranghieri/Carambula ausschieden. Im Turnier zog sich Flüggen einen Meniskusriss zu, wodurch er unter anderem die EM in Jūrmala und die deutsche Meisterschaft verpasste. Flüggen wurde 2017 erneut zum Beachvolleyballer des Jahres gewählt.
Nach dem Karriereende von Markus Böckermann spielte Flüggen seit August 2018 mit Nils Ehlers zusammen. Ehlers/Flüggen erreichten bei der deutschen Meisterschaft den dritten Platz. 2019 schieden sie bei der Weltmeisterschaft in Hamburg als Gruppensieger in der ersten Hauptrunde aus. Die besten Platzierungen auf der World Tour 2019 waren ein fünfter Platz in Kuala Lumpur (3-Sterne) und ein zweiter Platz in Tokio (4-Sterne). Bei der deutschen Meisterschaft wurden sie Fünfte. Wegen einer Knieverletzung verpasste Flüggen die deutsche Meisterschaft 2020. Bei den 4-Sterne-Turnieren der World Tour 2021 in Cancún, Sotschi und Ostrava erreichten Ehlers/Flüggen die Plätze neun, 25, neun, 25 und 17. Im Juni belegten sie in Düsseldorf beim ersten Qualifier für Timmendorfer Strand Platz zwei, verpassten aber beim anschließenden Finale des europäischen Continental Cups in Den Haag die Qualifikation für die Olympischen Spiele in Tokio. Beim 4-Sterne-Turnier in Gstaad erreichten Ehlers/Flüggen als bestes deutsches Team Platz fünf. Im August 2021 beendete Flüggen seine Beachvolleyball-Karriere.